# Arcminute Cosmology Bolometer Array Receiver
ACBAR, pour Arcminute Cosmology Bolometer Array Receiver (soit « réseau de bolomètres pour la cosmologie à l'échelle de la minute d'arc ») est un détecteur destiné à l'observation des anisotropies du fond diffus cosmologique. Il a été réalisé par des chercheurs de l'université de Californie à Berkeley et l'université Case Western Reserve.